# Musikhuset Esbjerg
Musikhuset Esbjerg er et spillested i Esbjerg, som er indviet 14. marts 1997 og blev tegnet af arkitekterne Jan og Jørn Utzon. Spillestedet indeholder to auditorier, hvor der blandt andet bliver spillet klassisk musik. I 2010 kom også en teatersal til efter Esbjerg Teater lukkede. I forbindelse med Musikhuset Esbjerg ligger Esbjerg Kunstmuseum.
En række internationale navne har spillet i Musikhuset Esbjerg begyndende med bluesmusikeren B.B. King. Derudover har blandt andre Kenny Rodgers, José Carreras, Willie Nelson, Bryan Adams og Bryan Ferry optrådt i bygningen.
I 2019 fik hovedindgangen en større renovering, hvor der ligeledes blev plads til et større foyerområde samt en ny café. I foyeren er der også ofte arrangementer og artister, der optræder. Endvidere blev pladsen foran musikhuset renoveret i 2020 under navnet Henning G. Kruses Plads efter offshore-pioner Henning G. Kruse betalt af dennes fond. Pladsen er tegnet af Bjarke Ingels Group.